# Tomás Vicente Tosca
Tomás Vicente Tosca y Mascó (Valencia, 21 de diciembre de 1651-Valencia, 17 de abril de 1723) fue un matemático, arquitecto, filósofo y teólogo español, uno de los creadores del movimiento de los novatores.

## Biografía
Nació en Valencia en 1651, hijo de Calixto Tosca de los Ares, doctor en medicina y catedrático del Estudio General a mediados del siglo XVII. Realizó sus estudios en la Universidad, donde se graduó como maestro de artes y doctor en teología. El 31 de octubre de 1678 fue ordenado sacerdote e ingresó en la Congregación del Oratorio de San Felipe Neri, donde ejerció importantes cargos. Según Mayans, la persona que más influyó en la formación científica de Tosca fue Félix Falcó de Belaochaga, quien le aportó libros e instrumentos matemáticos.

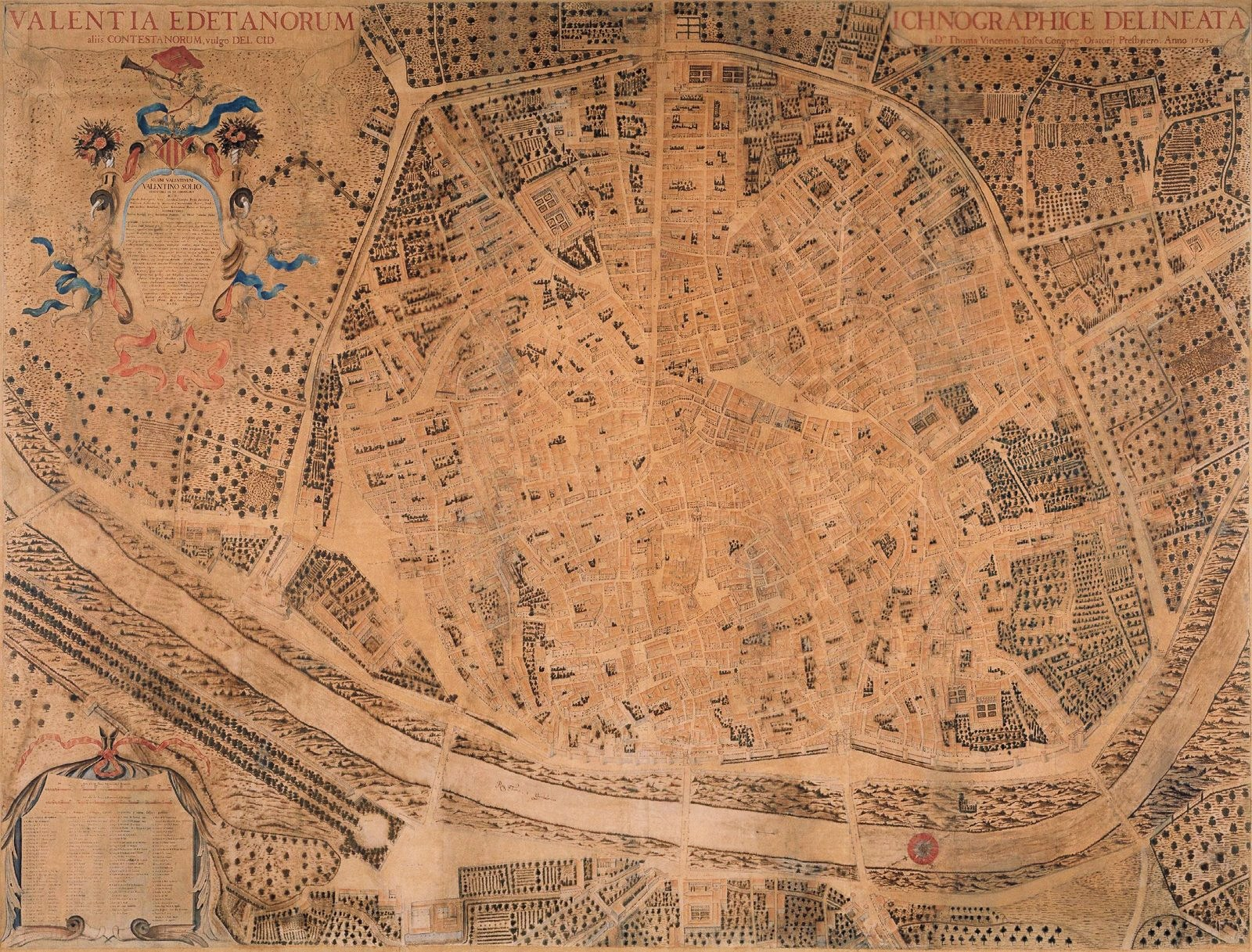
Plano de Valencia realizado por Tosca en 1704.

En 1686 fundó en casa de Baltasar Íñigo y Juan Bautista Corachán el movimiento de los Novatores (científicos de la preilustración española) y alrededor de 1697 instituyó en los aposentos de la Congregación una escuela de matemáticas, donde acudían jóvenes nobles de la ciudad. Aunque la escuela dejó de ser frecuentada en 1705, debido a la Guerra de Sucesión, otros testimonios sugieren que la escuela continuó, al menos, hasta después de 1707.
Desde junio de 1717 hasta 1720, Tosca ocupó el cargo de vicerrector de la Universidad de Valencia, y en 1719 aún figuraba en otra reunión filosófico-científica como adjutor en ciencias fisicomatemáticas junto al paborde Vicente Albiñana y su discípulo Serra en calidad de filósofos.
Al igual que Corachán, Tosca asistió a la ciudad en varias cuestiones de tipo técnico, como la relativa al puerto del Grao —mejora del puente de madera y derribo del de piedra—. Además elaboró un plan para hacer un puerto en Cullera y un canal navegable a la Albufera y al río Júcar. Asimismo, se interesó por la cartografía, el dibujo y la arquitectura, como muestra la realización de diversos trabajos y dictámenes arquitectónicos. Dibujó también un plano de la ciudad, que concluyó en 1704, y que fue modificado y actualizado, posiblemente por Antonio Bordazar, y grabado por José Fortea hacia 1738. Dicho plano se conserva actualmente en Museo Histórico Municipal de Valencia y existe una reproducción en maqueta en el Museo valenciano de la ilustración y la modernidad.
En 1716 se celebraron en Valencia los comicios generales de los Mínimos, a los cuales asistió el principal discípulo de Emmanuel Maignan, Jean Saguens, partidario del atomismo y de la renovación de la filosofía escolástica. Atacado por sus compañeros más conservadores, fue defendido por Tosca, lo que derivó en una gran amistad entre ambos.

## Obra
Tosca dejó un importante volumen de manuscritos, la mayor parte de los cuales no se ha encontrado. Sus obras de carácter científico son los Compendios; el Compendio mathematico (1707-1715) lo publicó el editor valenciano Antonio Bordazar y constaba de nueve volúmenes, siendo reeditado tres veces en el siglo XVIII (Madrid, 1717; Valencia, 1757; Valencia, 1760). También editó por separado el volumen 1 y los tratados de arquitectura civil, montea, cantería y reloxes (Valencia, 1794), hecho que fue un buen indicador de la gran acogida y difusión que tuvo la obra en todo el ámbito hispánico durante el siglo XVIII. Por su parte, el Compendium philosophicum constaba de cinco volúmenes y fue reeditado por Gregorio Mayans, en siete volúmenes, con una biografía de Tosca redactada por el mismo Mayans. En el momento de su muerte, en 1723, se encontraba trabajando en un Compendio Theologico.

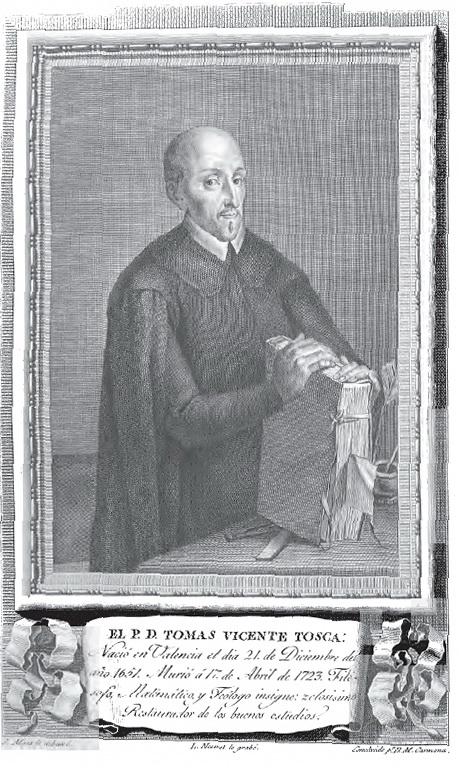
Retrato de Tomás Vicente Tosca, grabado de Luis Fernández Noseret por dibujo de José Maea para los Retratos de los españoles ilustres.

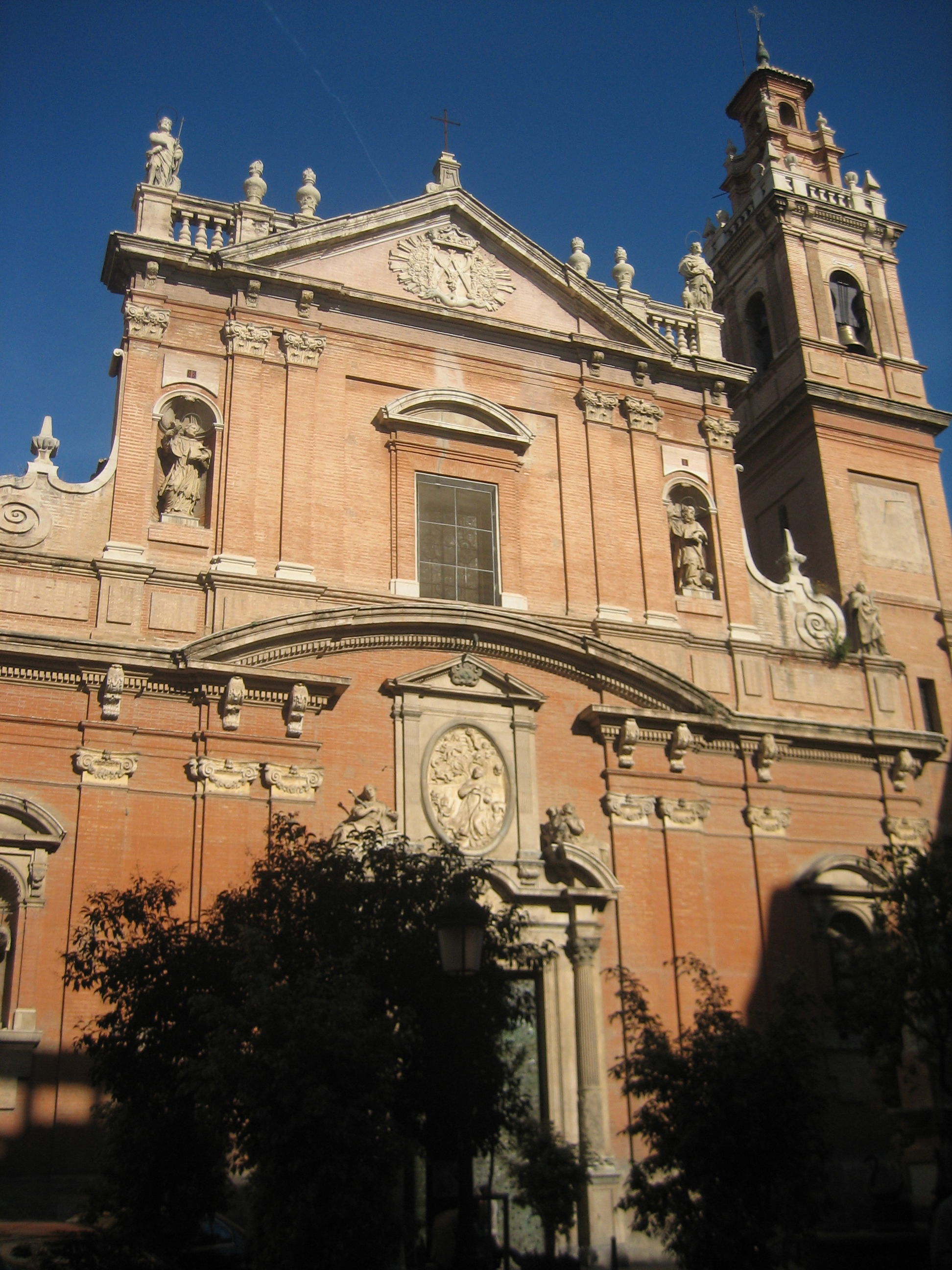
Fachada de la iglesia de Santo Tomás y San Felipe Neri (Iglesia de la Congregación).

De su filosofía y obra escribió en términos elogiosos el padre Isla en el Fray Gerundio de Campazas que

no solo nos dio larga noticia de todas las recientes sectas filosóficas, sino que aun se empeñó el santo clérigo en que había de introducirlas en España, desterrando de ella la aristotélica. No logró el todo de su empeño, pero le consiguió en gran parte; porque en los reinos de Valencia y de Aragón se perdió del todo el miedo al nombre de Aristóteles. Se examinaron sus razones, sin respetar su autoridad; se conservaron aquellas opiniones suyas que se hallaron estar bien establecidas, o por lo menos no concluyentemente impugnadas; y al mismo tiempo se abrazaron otras de los modernos que parecieron puestas en razón. De manera que en las universidades de aquellos dos reinos se tiene noticia de lo que han dicho los novísimos terapeutas de la naturaleza, como se puede tener en la mismísima Berlín.
Padre Isla, Fray Gerundio de Campazas, t. II, II, cap. VI, 19

## Trabajos
Obra escrita
- Valentia edetanorum, vulgo del Cid (1704).
- Compendio Mathematico, en que se contienen todas las materias más principales de las ciencias, que tratan de la cantidad (1707-1715):
  - Tomo I: Geometría Elemental, Aritmética Inferior, Geometría Práctica.
  - Tomo II: Aritmética Superior, Álgebra, Música.
  - Tomo III: Trigonometría, Secciones Cónicas, Maquinaria.
  - Tomo IV: Estática, Hidroestática, Hidrotecnia, Hidrometría.
  - Tomo V: Arquitectura Civil, Montea y Cantería, Arquitectura Militar, Pirotecnia o Artillería.
  - Tomo VI: Óptica, Perspectiva, Catóptrica, Dióptrica, Meteoros.
  - Tomo VII: Astronomía.
  - Tomo VIII: Astronomía Práctica, Geografía, Náutica.
  - Tomo IX: Gnomónica, Ordenación del Tiempo, Astrología.

- Compendium Philosophicum (1754).
- Vida, Virtudes y Milagros de la venerable madre Sor Josefa María de Santa Inés (1775).
- Tratados de Arquitectura civil, Montea y Cantería y Reloxes (1794).
- Apparatus philosophicus sive Enciclopaedia omnium scientiarum de scibili in commune pertractans.
- Totius logicae brevis explicatio.
- Physicae id est entis corporei Philosophicae tractus brevis.
- Lógica.

Obra arquitectónica
- Monumento de Semana Santa en la Catedral de Valencia.
- Proyecto de un nuevo teatro de Valencia.
- Portal del puente del Real.
- Diseño y ejecución de la Iglesia de Santo Tomás y San Felipe Neri (iglesia de la Congregación).